# Лончиньский, Юзеф Бенедикт
Юзеф Бенедикт Лончиньский (пол. Józef Benedykt Łączyński; 21 марта 1779, Кернозя — 7 августа 1820, Щавно-Здруй) — бригадный генерал Варшавского герцогства.

## Семейная жизнь
Представитель польского шляхетского рода Лончиньских герба «Косцеша». Старший сын Мацея Лончиньского (1740—1795) и Евы, урождённой Заборовской. После смерти отца он унаследовал Кернозю, а в 1808 году передал имущество своему брату Теодору Лончиньскому.
Он был братом Марии Валевской (1786—1817). Он способствовал её браку с Анастасием Валевским, королевским камергером, в три раза старше её (богатым). Сестра обиделась на него. В 1806 году он подозревается в сводничестве сестры Наполеона Бонапарта. В мае 1812 года он свидетельствовал перед Гражданским трибуналом в Варшаве по делу о разводе Валевских, признав, что принудил свою сестру выйти замуж. В 1814 году, как представитель своей сестры Марии в Неаполе, он вел переговоры о майорате её сына Александра.
Затем он стал командором Ордена Обеих Сицилий.

## Военная служба
В польской армии со времен польского восстания Костюшко (1794), в котором он дослужился до лейтенанта.
В июле 1797 года в Милане он был назначен Яном Генриком Домбровским лейтенантом 5-го батальона польских легионов. Он прервал свою службу по финансовым причинам в марте 1798 года.
Вернувшись в Италию, он поступил на службу тогдашней Римской республики в штаб генерала Ежи Грабовского. Он участвовал в заговоре с целью свержения Домбровского в пользу Грабовского. Перед падением Римской республики Юзеф Лончиньский ушёл в отставку, вернувшись в польские легионы в качестве сверхштатного офицера 3-го батальона 1-го легиона.
Он отличился при Кортоне и при открытии Апеннинских перевалов. Был ранен в битве на реке Треббия. В битве при Нови снова был ранен. Сентябрь 1799 года принес ему звание капитана 3-го батальона. В 1801 году он принял участие в осаде Пескьеры. Перерыв в службе до ноября 1806 года. Именно тогда Юзеф Лончиньский организовал пехотный батальон в Ловичах и стал его капитаном.
В феврале 1807 года он стал майором, а в марте — подполковником. 5 июня 1807 года он был награждён Рыцарским крестом Почётного легиона. С сентября командир 3-го уланского полка. Участник Рашинской битвы во время войны с австрийцами в 1809 году, награждён Рыцарским крестом ордена Virtuti Militari. В феврале 1812 года по болезни подал заявление об отставке. Уволен с присвоением звания бригадного генерала.
Ход русской кампании вынудил его в декабре 1812 года поступить на действительную службу в качестве организатора резервных частей. В то время он показал эффективность призыва на военную службу, которую организовал вместе с префектом Калишского департамента Антонием Гарчиньским. Назначенный князем Юзефом Понятовским в феврале 1813 года, он принял командование кавалерией в группе генерала Эдуарда Жолтовского.
Падение Варшавского герцогства заставило его поступить на французскую службу. Ранен под Лютценом, награждён Офицерским крестом Почетного легиона (1813). 25 марта 1814 года он был ранен в битве при Фер-Шампенуазе и взят в плен пруссаками. Вмешательство царя Александра I привело к его освобождению. Он ушёл в отставку с французской службы. Во время ста дней Наполеона он провел в Париже.
Генерал Антоний Павел Сулковский возложил на него ответственность за возвращение польских солдат в страну. Выполняя этот приказ, в 1816 году он тяжело заболел болезнью легких и был уволен.

## Болезнь, смерть и место захоронения

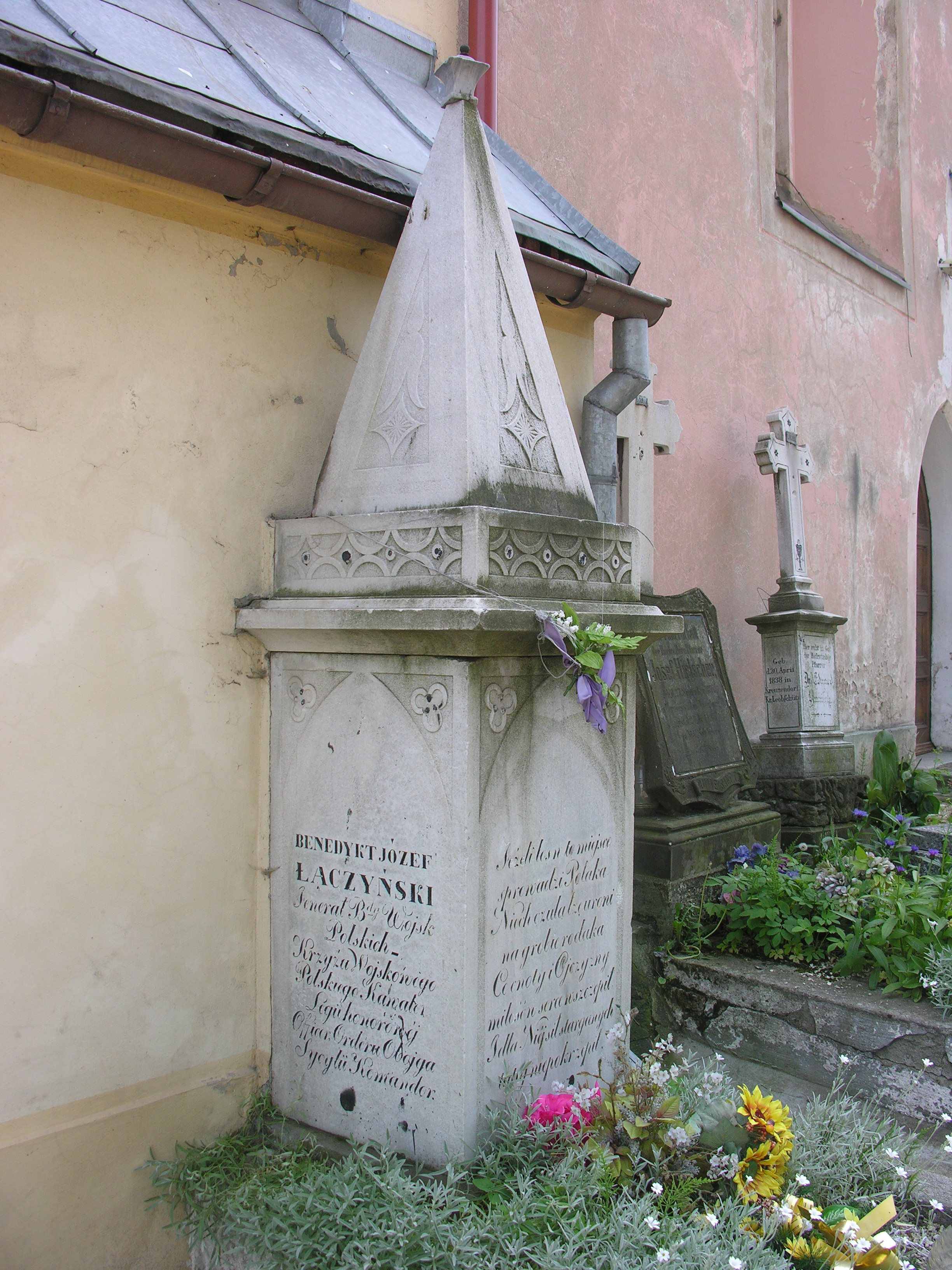
Могила Бенедикта Лончиньского в приходской церкви св. ул. Анна

Лечился во Вроцлаве. Однако врачи посоветовали ему отправиться в санаторий. Он умер во время лечения от камней в почках после 6 часов утра 7 августа 1820 года в Щавно-Здруе. Он покоится на кладбище при приходской церкви св. ул. Анны в Валбжихе, где он был похоронен 9 августа 1820 года.